# Cộng hòa Liên bang Dân chủ Nga
Cộng hòa Liên bang Dân chủ Nga (tiếng Nga: Российская Демократическая Федеративная Республика, chuyển tự: Rossiyskaya Demokraticheskaya Federativnaya Respublika) là một chính thể được đề nghị thành lập trong cuộc Cách mạng Nga năm 1917. Chính thể này chính thức được công bố vào ngày 19 tháng 1 năm 1918 khi các dân biểu Quốc hội Lập hiến soạn thảo và thông qua Nghị quyết về hình thức chính phủ Nga, đồng thời ra thông cáo Nga là nước Cộng hòa Liên bang Dân chủ. Tuy nhiên, Quốc hội Lập hiến đã bị buộc giải thể cùng ngày với Ủy ban Chấp hành Trung ương Toàn Nga, cho nên đây là nước Cộng hòa có thời gian tồn tại ngắn ngủi nhất trong lịch sử.